# 95 Геркулеса
95 Геркулеса (лат. 95 Herculis, HD 164669) — тройная звезда в созвездии Геркулеса на расстоянии (вычисленном из значения параллакса) приблизительно 432 световых лет (около 132 парсек) от Солнца.

## Характеристики
Первый компонент (HIP 88267) — белая звезда спектрального класса A2Vn, или A3, или A5IIIn, или A5III. Видимая звёздная величина звезды — +4,836m. Масса — около 3,851 солнечных, радиус — около 20,395 солнечных. Эффективная температура — около 8036 K.
Второй компонент — коричневый карлик. Масса — около 36,06 юпитерианских. Удалён в среднем на 2,344 а.е..
Третий компонент (HD 164668) — жёлтый гигант спектрального класса G5III, или G5, или G8III. Видимая звёздная величина звезды — +5,2m. Радиус — около 17,65 солнечных, светимость — около 163,142 солнечных. Эффективная температура — около 4910 K. Удалён на 6,4 угловых секунд.